# 和泉川 (神奈川県)
和泉川（いずみがわ）は、神奈川県横浜市西部を流れる二級河川。境川の支流である。全長は9.42kmである。ふるさとの川整備事業河川。
和泉川は市民の森 、隣接 、緑地を水源とする河川で、上流部流部に市街地があるが、ほかは水田、農地である。 流域面積11 .5k㎡である。

## 地理
源流は瀬谷区の東端にある瀬谷市民の森。その後境川と並行して瀬谷区、泉区を南下し、戸塚区俣野町（境川遊水地公園）で境川に合流している。
また、川沿いには緑地や屋敷林などの自然景観が多く残され、横浜のふるさとの特徴である谷戸景観をとどめる数少ない川であり、泉区内の地蔵原や瀬谷区内の東山など水辺が数多くある川でもある。

## 環境
瀬谷区宮沢地区にある、東山の水辺と関ヶ原の水辺が2005年の土木学会デザイン賞を受賞している。また「和泉川「東山の水辺」」で、国土交通省手づくり郷土賞を平成9年度、さらに「和泉川親水広場」が、昭和63年度同賞（ふるさとに恵みを与える川）受賞。
川幅25-40メートル、河床勾配1/250、-1/300で、自然の川らしさを取り戻すためには隣接する公園緑地や広場と河川を一体化することも有効であるため、河川改修の際新河道と旧河道間を延長約250m、約5,000m2買収し原っぱとして整備した。広場側の右岸は緩やかな傾斜の土手で水際線は杭打ちで止め、左岸は護岸が施工されている。
現在では植物が繁茂し松杭は覆い隠されている。河床に礫を敷き均し、中洲が造られているが、中洲の上流側に大きな石を置き洲が発達するように試みられている。水勢を受ける割り石積み、乱杭によるエアレーション、切石による瀬の造成、浅瀬による遊び場の造成、増水時の水勢をうける護岸等きめ細かな計画がなされている。
境川遊水地公園付近の鍋屋橋から新折越橋まで200メートル以上にわたって地元住民によって整備された菜の花畑がある。

## 流域の自治体
神奈川県
横浜市瀬谷区、泉区、戸塚区